# ТВ-15 «Яструб»
15-й (Рогатинський) Тактичний відтинок «Яструб» належав до Військової округи-2 «Буг», групи УПА-Захід.
Командири: курінний …?,старший булавний «Риба» (Фіцак Андрій, 22.01.1946 — †23.07.1946), старший булавний «Білоус» (Шульган Мар’ян, 07.1945 — 09.1945, демобілізація 01.10.1945), поручник «Шугай» (Котельницький Григорій, 09.1945 — †26.01.1946), булавний «Буря» (Браницький Мирон Олексійович (1946 — демобілізація 10.1947, †25.02.1949)
- Відд. ?? «Сурмачі» — сотенний «Буря» (Браницький Мирон Олексійович, 12.1945 — 06.1946)
- Відд. ?? «Дружинники» — сотенний «Козак» (Шаповалик Степан або Мороз Ярослав, 11.1945 — демобілізація 09.1946)